# خوسيه مانويل فيغيروا
خوسيه مانويل فيغيروا (بالإسبانية: José Manuel Figueroa)‏ هو مغني وسياسي مكسيكي وأرجنتيني، ولد في 15 مايو 1975 في شيكاغو في الولايات المتحدة. انتخب عضو مجلس الشيوخ الأرجنتيني عن دائرة سان لويس (17 أكتوبر 1854 – 30 أبريل 1860).

## روابط خارجية
- خوسيه مانويل فيغيروا على موقع ميوزك برينز (الإنجليزية)